# Ludwig Wolff (General der Infanterie)
Pour les articles homonymes, voir Ludwig Wolff et Wolff.
Ludwig Wolff (3 avril 1893 à Chemnitz — 9 novembre 1968 à Mannheim) est un General der Infanterie allemand au sein de la Heer dans la Wehrmacht pendant la Seconde Guerre mondiale.
Il a été récipiendaire de la croix de chevalier de la croix de fer avec feuilles de chêne. La croix de chevalier de la croix de fer et son grade supérieur, les feuilles de chêne, sont attribués en reconnaissance d'un acte d'une extrême bravoure ou d'un succès de commandement important du point de vue militaire.

## Biographie
Wolff commence sa carrière militaire en 1912 dans le 104e régiment d'infanterie (de). En tant que lieutenant (depuis 1913) et adjudant du 1er bataillon, il participe à la Première Guerre mondiale et est engagé sur le front occidental.
Ludwig Wolff est capturé par les forces américaines en 1945 et reste en captivité jusqu'en 1947.

## Décorations
- Croix de fer (1914)
  - 2e classe (Novembre 1914)
  - 1re classe (28 juin 1917)
- Croix d'honneur
- Agrafe de la croix de fer (1939)
  - 2e classe (13 mai 1940)
  - 1re classe (18 mai 1940)
- Insigne des blessés
  - en noir
  - en argent
  - en or
- Insigne de combat d'infanterie en Argent
- Médaille du Front de l'Est
- Insigne de Crimée
- Ordre de Michel le Brave 3e classe (8 mai 1942)
- Croix allemande en or (8 février 1942)
- Croix de chevalier de la croix de fer avec feuilles de chêne
  - Croix de chevalier le 26 mai 1940 en tant que Oberst et commandant du Infanterie-Regiment 192[1]
  - 100e feuilles de chêne le 22 juin 1942 en tant que Generalmajor et commandant de la 22 Infanterie-Division (Luftlande) 55[2]